# Амаурі
Амаурі Карвальйо де Олівейра (італ. Amauri; нар. 3 червня 1980, Карапікуїба, Бразилія) — італійський футболіст бразильського походження, нападник клубу «Торіно».

## Клубна кар'єра
У дорослому професійному футболі дебютував у Швейцарії 1999 року виступами за команду клубу «Беллінцона».
Згодом перебрався до Італії, з 2000 по 2008 рік грав у складі команд клубів «Парма», «Наполі», «П'яченца», «Емполі», «Мессіна», «К'єво» та «Палермо».
Своєю грою за останню команду привернув увагу представників тренерського штабу клубу «Ювентус», до складу якого приєднався 2008 року. Відіграв за «стару сеньйору» наступні три сезони своєї ігрової кар'єри.
Протягом 2011—2014 років захищав кольори клубів «Парма», «Ювентус», «Фіорентіна».
До складу клубу «Торіно» приєднався 2014 року. Відтоді встиг відіграти за туринську команду 20 матчів в національному чемпіонаті.

## Виступи за збірну
Отримавши італійське громадянство, 2010 року дебютував в офіційних матчах у складі національної збірної Італії.
| Дата      | Місто  | Господарі | Результат | Гості       | Турнір           | Голи | Примітки |
| --------- | ------ | --------- | --------- | ----------- | ---------------- | ---- | -------- |
| 10-8-2010 | Лондон | Італія    | 0 – 1     | Кот-д'Івуар | товариський матч | -    |          |
| Усього    |        | Матчів    | 1         |             | Голів            | 0    |          |